# Зарожненська сільська рада
Заро́жненська сільська́ ра́да — адміністративно-територіальна одиниця та орган місцевого самоврядування в Чугуївському районі Харківської області. Адміністративний центр — село Зарожне.

## Загальні відомості
Зарожненська сільська рада утворена в 1927 році.
- Територія ради: 68,626 км²
- Населення ради: 976 осіб (станом на 2001 рік)
- Територією ради протікає річка Тетлежка.

## Населені пункти
Сільській раді були підпорядковані населені пункти:
- с. Зарожне
- с. Тетлега

## Склад ради
Рада складалася з 12 депутатів та голови.
- Голова ради: Бичкова Ольга Семенівна

### Керівний склад попередніх скликань
| Прізвище, ім'я, по батькові | Основні відомості                                                                       | Дата обрання | Дата звільнення |
| --------------------------- | --------------------------------------------------------------------------------------- | ------------ | --------------- |
| Шматько Микола Іванович     | Сільський голова, 1965 року народження, освіта вища, член Соціалістичної партії України | 26.03.2006   | 31.10.2010      |
| Шматько Микола Іванович     | Сільський голова, 1965 року народження, освіта вища, член Партії регіонів               | 31.10.2010   | 09.09.2012      |
| Бичкова Ольга Семенівна     | Сільський голова, 1962 року народження, освіта вища, член Партії регіонів               | 09.09.2012   |                 |

Примітка: таблиця складена за даними сайту Верховної Ради України

### Депутати
За результатами місцевих виборів 2010 року депутатами ради стали:

#### За суб'єктами висування
| Суб'єкт висування                                       | Кількість обраних депутатів | %    |
| ------------------------------------------------------- | --------------------------- | ---- |
| Партія регіонів                                         | 9                           | 75   |
| Політична партія Всеукраїнське об'єднання «Батьківщина» | 2                           | 16,7 |
| Комуністична партія України                             | 1                           | 8,3  |

#### За округами
| № округу                                                | Прізвище, ім'я, по батькові    | Дата визнання обраним | Освіта  | Партійна приналежність                        | Відомості про обраного депутата                               |
| ------------------------------------------------------- | ------------------------------ | --------------------- | ------- | --------------------------------------------- | ------------------------------------------------------------- |
| Комуністична партія України                             |                                |                       |         |                                               |                                                               |
| 11                                                      | Фурсов Володимир Леонідович    | 02.11.2010            | середня | член Комуністичної партії України             | ПСП"Зарожнянське", водій                                      |
| Партія регіонів                                         |                                |                       |         |                                               |                                                               |
| 1                                                       | Гридунов Володимир Іванович    | 02.11.2010            | середня | позапартійний                                 | тимчасово не працює                                           |
| 2                                                       | Казимир Валентина Іванівна     | 02.11.2010            | середня | член Партії регіонів                          | Зарожненська сільська рада, касир                             |
| 3                                                       | Аверченко Любов Олександрівна  | 02.11.2010            | вища    | член Партії регіонів                          | Зарожненська сільська рада, інспектор (землевпорядник)        |
| 4                                                       | Шматько Тетяна Миколаївна      | 02.11.2010            | вища    | член Партії регіонів                          | Зарожненська амбулаторія ЗПСМ, медсестра                      |
| 5                                                       | Лебедєва Лілія Сергіївна       | 26.11.2012            | вища    | член Партії регіонів                          | ТОВ Редакція «Світ техніки та технологій», менеджер з реклами |
| 7                                                       | Бичкова Галина Миколаївна      | 02.11.2010            | вища    | член Партії регіонів                          | Зарожненська сільська рада, головний бухгалтер                |
| 8                                                       | Аверченко Сергій Олександрович | 02.11.2010            | середня | позапартійний                                 | пенсіонер                                                     |
| 9                                                       | Дуплінат Людмила Борисівна     | 12.08.2013            | вища    | член Партії регіонів                          | Зарожненський НВК, вчитель початкових класів                  |
| 10                                                      | Тонкошкур Раїса Іванівна       | 02.11.2010            | вища    | позапартійна                                  | Зарожненська загальноосвітня школа, завуч                     |
| Політична партія Всеукраїнське об'єднання «Батьківщина» |                                |                       |         |                                               |                                                               |
| 6                                                       | Проскурніна Надія Павлівна     | 02.11.2010            | вища    | член Всеукраїнського об'єднання «Батьківщина» | пенсіонер                                                     |
| 12                                                      | Угрюмова Ольга Йосипівна       | 02.11.2010            | вища    | позапартійна                                  | Тетлезька бібліотека, завідувачка бібліотеки                  |